# 波迪利斯凱 (赫梅利尼茨基區)
49°24′16″N 27°32′2″E / 49.40444°N 27.53389°E
波迪利斯凱（羅馬化：Podilske）是位於烏克蘭西部的村莊，由赫梅利尼茨基州裡赫梅利尼茨基區的萊蒂奇夫市鎮負責管轄。該村面積1.32平方公里，海拔高度280米，2001年人口229，人口密度每平方公里173人。